# Karl Julius Schröer

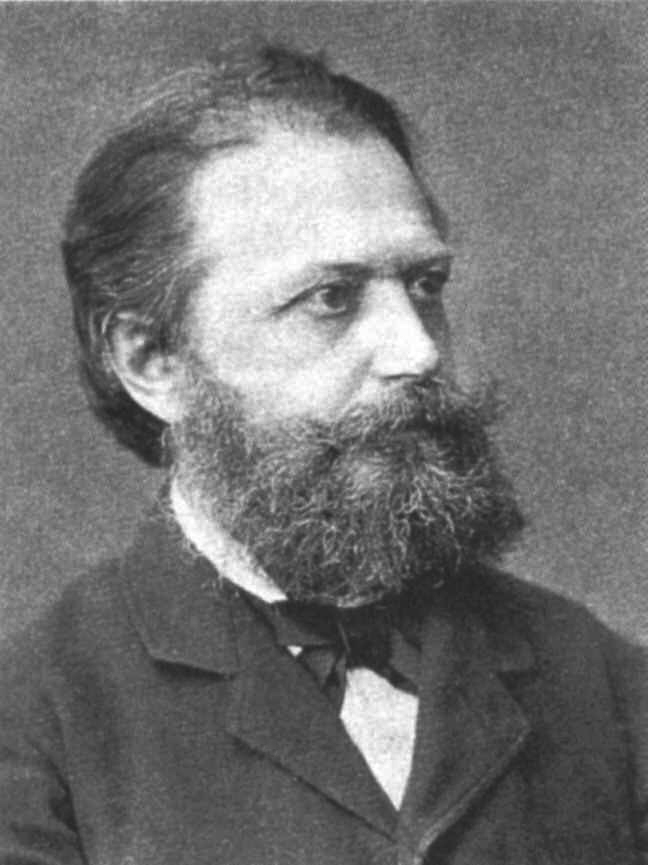
Karl Julius Schröer.

Karl Julius Schröer, född den 11 januari 1825 i Pressburg, Slovakien, Österrike-Ungern (nuvarande Bratislava, Slovakien), död den 16 december 1900 i Wien, var en österrikisk litteraturhistoriker och språkman.
Han var son till Tobias Gottfried och Therese Schröer samt far till Robert, Arnold och Rudolf Schröer.
Schröer studerade i Leipzig, Halle och Berlin. Han var 1852–1861 lärare vid överrealskolan i Pressburg, därpå direktör för de evangeliska skolorna i Wien och 1867 professor vid stadens tekniska högskola. Han utgav Geschichte der deutschen Literatur für Schule und Haus och Deutsche Weihnachtsspiele aus Ungarn. Vidare skrev han en bok om Die deutsche Dichtung des 19. Jahrhunderts och bidrog till Goethelitteraturen med Goethes äussere Erscheinung, Goethe und die Liebe och utgåvor med kommentarer av Goethes Faust och Dramen (de sistnämnda i Kürschners Deutsche Nationalliteratur 1883, 6 band).